# История на Йемен

## Ислямски период

### Приемане на исляма
През 628 г. персийският губернатор в Сана – Бадхан, приел исляма, последван скоро и от редица влиятелни племенни вождове, които постепенно наложили новата вяра и на обикновените хора. Един от тях бил шейхът на племето ашаер, населяващо Уади Забид – Абу Муса бин Ашари. Когато посетил пророка Мохамед в Медина, Абу Муса произнесъл слова, станали нарицателни в последвалата история на Йемен: „Народът на Йемен идва при теб. Това са най-приветливите и добросърдечни хора. Вярата е в Йемен и мъдростта е йеменска“. През следващите години ислямски теолози били изпратени в Йемен да поучават хората. Маад бин Джабал бил изпратен в ал-Джанад, близо до днешен Таиз, където изградил джамията „Джанад“, а неговата книга по ислямско право е все още в употреба и днес. Фаруа бин Мусаик, Уабер бин Джонаис и Фейруз Дайлами, пристигнали в Сана и изградили Голямата джамия. Тези две джамии, запазени и днес, са сред най-старите на Арабския полуостров. Племето хамдан на север приело исляма, когато зетът на пророка Мохамед – Али бин Абу Талиб, лично ги посетил. Впоследствие йеменците били сред най-активните участници в кампаниите на халифите за разширяване на ислямската империя. Когато пророкът Мохамед умрял в Мека, Абу Бакр, първият халиф, получил от Йемен 21 000 войници. Половината били изпратени в Сирия а другата половина – в Ирак. Йеменците обачене само подкрепяли армиите на халифата. Други мигрирали след битките и станали търговци, администратори и архитекти. Дори днес в Андалусия (Испания) има замъци, носещи типично йеменски имена като „Яхсуб“ в Севиля, „Хамдан“ в Кордова и „Хаулан“ в Гранада. През цялото управление на Омаядите, те зависели от уменията на йеменците в земеделието и администрацията. С преместването на столицата на халифата в Багдад обаче, Йемен постепенно се превърнал в глуха провинция на ислямската империя, което довело до възникване на редица малки и полунезависими емирати.

### Зиядиди
В началото на IX в. политическата ситуация в Йемен била изключително напрегната – планинските племена отказвали да признаят властта на багдадските халифи, избухвали множество въстания. През 819 г. халиф ал-Мамун изпратил в крепостта Тихам на брега на Червено море своя пълководец Мухамад ибн Зияд. Използвайки ту сила, ту изкусна дипломация, той успял бързо да въведе ред, а след това подчинил крайбрежните острови и установил контрол над търговията с Източна Африка. Резиденция на Мухамад станал малкият град Забид, който скоро се разрастнал и превърнал във важен търговски център. Осигурявайки се подкрепата на местните племена, след няколко години от наместник на халифа, Мухамад ибн Зияд се обявил за независим емир. Впоследствие държавата на Зиядидите се разрастнала – освен Тихама, под нейна власт се били още ал-Маафир и Джанад, а в някои периоди в пределите ѝ били Сана, Саада, Хадрамаут и Оман. Тя обаче така и не успяла да укрепи властта си в централните райони на Йемен. Могъществото на Зиядидите се запазило и при сина на Мухамед Ибрахим, но непосредствено след смъртта му започнали вътрешни метежи и външни нашествия. При емир Абу-л-Джайша, положението се закрепило и през продължителното му 80-годишно управление страната живяла в мир. През 981 г. той бил наследен от сина си Абдалах, при който Зиядидите претърпели тежко поражение от управляващите в Сана Юфириди, които дори успели да завладеят за известно време Забид. В началото на XI в. голямо влияние в политическия живот на страната оказвала гвардията, сформирана от роби-етиопци. Техни представители заемали неизменно висшите военни длъжности, ставали наместници и висши чиновници. По това време реалната власт била в ръцете на везира Марджан и двама етиопски военачалници – Наджах, който управлявал на север, и Нафис, който се разпореждал на юг. В 1018 г. Марджан свалил Абдалах и се обявил за имам. Това послужило за начало на междуособна война, в която крайната победа удържал Наджах и в 1022 г. сложил началото на нова династия – Наджахиди.

### Наджахиди и Сулайхиди
Основни статии: Наджахиди, Сулайхиди
След приключването на първия етап от мохамеданските завоевания, Арабския полуостров, както в политическо, така и в културно отношение, се превърнал в глуха провинция на ислямската империя. По тази причана, скрото тук намерили благодатна почва привърженици на множество ереси, сред които важна роля играела тази на исмайлитите. От 1047 г., когато начело на йеменските исмайлити застанал Али ибн Мухамад ас-Сулайхи от южноарабското племе хамдан, тяхното влияние се засилило чувствително. Той построил крепост в планината Масавар и я превърнал в център на самостоятено княжество. В същото време в Забид етиопският военачалник Наджах управлявал без сериозни проблеми, но скоро трябвало да обърне сериозно внимание на засилващото се влияние на Сулайхидите, в чието лице придобил опасни съперници. Около 1062 г. той бил отровен, а Забид бил завладян от Сулайхидите, принуждавайки тримата синовете на Наджах да търсят спасение на остров Дахлак. С това обаче експанзията на исмайлитете не приключила. В 1063 г. те завладели и Сана, отвоювали от зайдитските имами град Сана, а след това нахлули в Хиджаз и властта им били принудени да признаят свещените градове Мека и Медина. На следващата година в ръцете им паднал и Аден. В продължение на 16 години сулайхидският имам Али владеел главната мюсюлманска светиня – Кааба – и назначавал в Мека свои наместници. През 1080 г. жителите на свещения град отказали да му се подчиняват повече и той се отправил на поход. Още преди да напусне Йемен обаче, дългогодишните интриги на синовете на покойния Наджах, дали плодове, и Али паднал убит в засада. Наджахидите си върнали властта в Задид, но още в 1083 г. новият владетел Саид ал-Ахуал бил прогонен от сина на Али – Ахмад ал-Мукарам, и избягал в Дахлак. Независимо от това при Али като цяло влиянието и силата на Сулайхидската държава значително отслабнали. През 1084 г. той бил отстранен от жена си ас-Сайида ал-Хура, която пренесла столицата от Сана в Зу-Джибла. Изключително енергична и честолюбива жена, тя била прославена от йеменските историци като „новата Савска царица“, но независимо от външния блясък на нейното управление отслабването на държавата продължило. Отслабването на Сулайхидите не спомогнало обаче за засилване властта на Наджахидите. През 1086 г. Саид ал-Ахуал отново си върнал властта, но през 1088 г. бил отровен по заповед на жената на Ахмад ал-Мукарам. Неговият брат Джаяш Абу-л-Тами, трябвало да търси убежище в Индия, но скоро се завърнал в Забид, представяйки се за индиец, организирал заговор и в 1089 г. си върнал престола. Той управлявал мирно до смъртта си през 1105 г., когато в Забид отново започнали вълнения. Причина за това станала междуособната борба за престола между синовете му. Това отслабило държавата и през 1110 г. наджахидските емири трябвало да се признаят за васали на Сулайхидите. От началото на XII в. обаче сулайхиските емири вече не можел да осъществява контрол над всичките си територии – в Забид отново се утвърдили Наджахидите, в Аден на власт дошла династията на Зурайидите, а Сана се превърнала фактически в независимо владение на Хамданидите. Ас-Сайида починала през 1138 г. на 93-годишна възраст, и веднага след смъртта ѝ сулайхидската държава се разпаднала. Десетина години по-късно – в 1159 г., отслабени от непрестатните дворцови интриги и преврати, Наджахидите също били отстранени от Али, който основал династията на Махдидите.

### Зурайиди, Махдиди и Хамданиди
Основни статии: Зурайиди, Махдиди, Хамданиди
През 1131 г., когато държавата на Сулайхидите отслабнала значително, зурайдитският емир Саба, управляващ Аденската област, се обявил за независим и установил резиденцията си в Думла. Няколко години той враждувал със своя съвладетел Али от династията на Махдидите, но в 1138 г. успял да обедини под властта си цялата държава. Осем месеца след победата си Саба умрял, след което започнала междуособна борба, докато на престола не седнал Мухамад II. Неговото управление било периода на най-голям разцвет на Зурайидската държава. В 1150 г. Мухамад II бил убит и властта наследил Али ибн Абу-л-Харат. През 1152 г. той присъединил към владенията си няколко важни градове и крепости, включително ал-Такир, Зу-Джиблу, Иб и Ашрак. При неговия син Имран реалната власт преминала в ръцете на везирите от рода Билал, които останали регенти и при тримата му синове. Управлението на Зурайидите приключило през 1173 г., когато Аден бил завладян от брата на египетския султан Туран-шах, основал династията на Айюбидите.

### Айюбиди
Според свидетелствата на хрониста Камал ад-Дин, Айюбидите решили да завоюват Йемен, опитвайки се да си осигурят владения, в случай че техният сюзерен – дамският емир Нур ад-Дин – решал да им отнеме Египет. Експедицията ръководил братът на Салах ад-Дин (Саладин) – ал-Муазам Туран-шах, появата, на чиито войски в Йемен се оказало пълна изненада за местните владетели, отслабени допълнително и от междуособни войни. Така управляващите в Забид Махдиди, аденските Зурайиди и владетелите на Сана Хамданиди били лесно победени от Туран-шах, който в 1172 – 1174 г. обединил под властта си цялата територия на Йемен. Тогава властта на Айюбидите била призната в свещените градове Мека и Медина, а на юг – в Хадрамаут. Туран-шах бил султан до 1181 г., когато го наследил брат му ал-Азиз Туг-тегин Захир. След него на престола се изредили двамата му синове, а в 1229 г. властта преминала в друг клон на Айюбидите. Последният владетел от тази династия ал-Масуд умрял през 1229 г. по време на пътуване до Египет и властта преминала към династията на Расулидите.

### Расулиди
През 1229 г. расулидският владетел Умар I завладял град Забид и го направил своя столица, а в следващите години покорил редица планински племена и отвоювал от зайдитските султани Гаиз и Сана. През 1241 г. в ръцете му паднала и Мека, а държавата му се простирала от Хиджаз до Хадрамаут, макар редица планински райони да запазили независимост. През 1249 г. Умар I бил убит от въстанали мамелюци, които провъзгласили за султан един от неговите племенници. Това довело до временна дестабилизация на страната, тъй като най-възрастният син на Умар I – Юсуф, не бил в столицата. Узнавайки за преврата, той събрал войска и се отправил към Забид, където съпругата му също организирала съпротива. Когато мамелюците видели, че населението на страната подкрепя Юсуф, те побързали да признаят властта му и се разправили с убиеца на баща му. Юсуф обаче трябвало да се справи с още двама съперници – брат му Асад ад-Дин, който имал силни позиции в Сана, и зайдитския имам Ахмад ибн Хусейн, действащ активно в северната част на страната. Самите Расулиди, както и предшествениците им Айюбиди, били правоверни сунити, в резултат, на което през цялото им управление не спрели религиозните войни с шиитската секта на Зайдидите, подкрепяни от голяма част от населението. Борбата се водела с променлив успех, макар превес като цяло да имали Расулидите. След тригоишна война Юсуф I завладял Сана, Таиз и силната крепост Думлува. Асад бил победен, а неговият съюзник имама трябвало да сключи мир със султана. През 1254 г. Юсуф I завладял Саада, а в 1258 г. зайдидският имам Ахмад бил убит. Неговите наследници, обезкуражени и обезсилени от поражението, трябвало да признаят временно властта на расулидския владетел. Най-възрастният син на Юсуф I, Умар II, който седнал на трона през 1295 г., управлявал едва две години и бил сменен от брат си Дауд. При него религиозната война между шиити и сунити отново избухнала с пълна сила. През 1309 г. кюрдите от Дамар в съюз с новия зайдитски имам Мухамад завладели Сана. В 1312 г. Дауд бил принуден да сключи мир със Зайдитите, но още през 1317 г. войната пламнала с нова сила, съпровождана с масово изтребление на иноверци, разрушаване на селища и културни паметници. През 1321 г. Дауд умрял, с което на практика държавата му се разпаднала. Синът му Али се оказал владетел без царство, тъй като мнозинството от роднините му се обявили за независими емири, а Зайдитите продължили да разширяват сферата си на влияние. Независимо от това обаче, с големи усилия Али успял да овладее ситуацията. Осланяйки се на съюзнически племена, той победил мамелюците, които по това време били завладели Забид. През 1328 г. умрял и най-опасният му враг – зайдитският имам Мухамад, след което неговите привърженици претърпели няколко сериозни поражения. Мирът обаче не се възстановил напълно, метежи, племенни бунтове и зайдитски въстания белязали цялото управление на Али. След неговата смърт през 1363 г. властта поел синът му ал-Абас. При него анархията отново стигнала заплашителни мащаби, не успял да овладее ситуацията и насленикът му Исмаил I. Началото на неговото царуване било отбелязано с нов метеж на мамелюците, скоро едно от непокорните племена – шариф, завладяло Сана, от който Расулидите трябвало да се откажат окончаелно и да преместят столицата си в Дамар. Към края на управлението си Исмаил I все пак успял да въдвори ред в страната, и бил запомнен от хората като добър владетел. След него на престола седнал синът му Ахмад (1401) и веднага се проявил като енергичен и способен султан. Той нанесъл нови поражения на зейдитския имам и покорил подкрепящите ги племена бану тахир и бану усаб, разрушавайки 40 техни крепости. Непоследствено след смъртта на Ахмад в 1242 г. обаче междуособната война отново избухнала с нова сила в Йемен. Положението се утежнило и поради метежите на мамелюкските войски, опустошителни епидемии от чума, Зайдидите отново надигнали глава. Техният султан на-Насир Мухамад бързо укрепил позициите си, а подкрепящото го племе бану тахир завладяло Аден и Лахедж. Този път Расулидите не успели да се справят с хаоса и през 1442 г. последният от техните представители Юсуф II се отрекъл от престола и заминал за Мека.

### В Османската империя
През XVI в. Йемен бил завладян от Османската империя, но още в 1597 г. в страната избухнало въстание под водачеството на зайдидския имам ал-Касем, който основал силна теократична държава. През XVIII в. Йемен западнал чувствително и Османската империя отново предявила правата си върху тези земи. Османците завладели част от територията на страната, включително Сана, и от 1872 до 1918 г. останали номинални владетели на Йемен. Независимо от това обаче на изток от Аден възникнали малки независими емирати и султанати, а през 1839 г. Аден бил завладян от британски войски, за да си предотврати завземането му от египетския владетел Мухамед Али. Това пристанище, намиращо се под юрисдикцията на Британската империя, се привърнало в изключително вежно търговско средище с бързо увеличаващо се население. Неговото значение нараснало особено след откриването на Суецкия канал. Великобритания сключила споразумения за протекторат с 24 малки държавици, разположени на север и изток от Аден.

## Съвременен период

### Северен Йемен (1918 – 1990)
Северен Йемен получава независимост през 1918 г., след разгрома на Османската империя в Първата световна война. Претенциите му за северната провинция Асир и южните протекторати обаче не са удовлетворени, поради завладяването на Асир от Саудидите и запазеното британско господство на юг. През 1934 г. йеменският имам Яхия подписва споразумения с Великобритания и Саудитска Арабия, но границите на държавата му не са определени окончателно. В 1948 г. Яхия е убит от група опозиционери, обявяващи се против консерватизма и тираничното му управление. След краткотрайна вътрекланова борба на престола сяда синът му Ахмед. През 1956 г. той сключва военни съюзи с Египет, Сирия и Саудитска Арабия и се обръща за помощ към Съветския съюз. Две години по-късно (1958) Йемен влиза в конфедерация с Обединената арабска република (Египет и Сирия), която е разпусната през 1961 г. Независимо от това режимът на Гамал Абдел Насър в Египет, макар и официален съюзник на йеменския имам, остава негативно настроен към него. Скоро в редиците на йеменските въоръжени сили се породили опозиционни настроения, които избухват през септември 1962 г. – няколко дни след смъртта на имам Ахмед и стъпването на престола на сина му Мухамед ал-Бадр. Група офицери, начело с полковник Абдала ас-Салял извършва преврат и обявява Йемен за република. Мнозинството от племената, живеещи в северозападната част на страната и подкрепяни от Саудитска Арабия, се обединяват около детронирания имам, докато западните и южните райони обявяват подкрепата си за републиканците, поддържани от египетски войски. След поражението на Египет в Шестдневната война с Израел през 1967 г., египетските войски напускат Йемен, а Саудитска Арабия се съгласява да прекрати намесата си във вътрешните работи на страната. По това време Ас-Салял е сменен на президентския пост от Аба ар-Рахман ал-Арияни, който се обръща за подкрепа към СССР. В отговор Саудитска Арабия подновява помощта си за монархистите. Възможността от скорошно завладяване на столицата Сана от привърженици на монархистите, принуждава Москва да организира въздушен мост за спасяването на града. В същото време Рияд, не желаейки по-нататъшното въвличане на СССР в близкоизточните дела, прекратява помощта си за имама. Той е сменен и републиканците установяват властта си над по-голямата част от територията на Северен Йемен. През април 1970 г. с подписването на мирно споразумение между враждуващите страни е сложен край на гражданската война в страната. Според този документ, бившите монархисти получили няколко министерски поста. В 1974 г. в страната е извършен нов военен преврат, който извежда на власт група офицери начело с полковник Ибрахим ал-Хамди. През 1977 г. той е убит, а мястото му е заето от полковник Ахмед ал-Гашими, загинал на свой ред при бомбен атентат през 1978 г. След него президентския пост заема подполковник Али Абдала Салех. Една от забележителните характеристики на йеменския политически живот от това време е, че независимо от честите смени на президента, мнозинството от цивилните служители запазвали постовете си – така например, на премиерския пост се сменяли трима души (ал-Арияни, Абд ал-Азиз и Абд ал-Гани). През управлението на ал-Гашими било свикано Учредително събрание, чиито функции били основно съвещателни, а голяма част от членовете му – назначавани от военните. Опозиционните сили се обединили в рамките на левия Национален демократичен фронт (НДФ), поддържан от НДРЙ. През 1982 г. Учредителното събрание е преобразувано във Всеобщ народен конгрес, в който 70% от депутатите били избирани, а останалите назначени от средите на опозицията. В 1985 г. се провеждат избори за местни органи на властта, което станало поредната крачка към насрочените за 1988 г. общи избори. В тях Салех получил подкрепата на мнозинството от населението, а влизането на НДРЙ в състава на Йеменската арабска република две години по-късно било възприето като триумф на новата власт.

### Южен Йемен (1918 – 1990)
Революцията в Египет през 1952 г. способствала за развитие на националноосвободителното движение в протектората Аден. С началото на Суецката криза (1956) отношението към Великобритания се влошило осезателно. Стремейки се да реформира неефективното управление в протектората, Лондон сключил договор с шест от своите протекторати за образуването на Федерация на южните арабски емирати, преименувана в 1962 г. на Федерация Южна Арабия. През следващата година към федерацията се присъединила и колонията Аден, а към 1965 г. в състава ѝ влизали вече 17 племенни държави. Великобритания обещала да предостави независимост на новата държава през 1968 г. при условие, че запази военната си база в Аден. От гледна точка на лидерите на Националния фронт за освобождение на окупирания Южен Йемен (НФ), а по-късно и на Фронта за освобождение на окупирания Южен Йемен (ФЛОСИ), подкрепян от Египет и действащ на територията на Йеменската арабска република, това само укрепвало съществуващото статукво. Двете групировки започнали въоръжена борба, но в средата на 60-те години обърнали оръжие една срещу друга. През 1967 г. Египет извежда войските си от Йемен, и скоро НФ установил пълен контрол над бившия протекторат Аден. В същото време ФЛОСИ продължавал да провежда отделни военни операции от територията на Северен Йемен. На 30 ноември 1967 г. Лондон предал властта в страната в ръцете на НФ и британските войски напуснали територията на новопровъзгласената Народна република Южен Йемен (НРЮЙ). Първи президент на новата арабска държава става представителят на НФ Кахтан Мухамед аш-Шааби. През юни 1969 г. той е сменен от революционната фракция, начело с просъветски настроения Абдала Фаттах Исмаил и прокитайски настроения Салем Рубея Али, който станал председател на новосъздадения Президентски съвет. През 1970 г. името на страната е променено на Народна демократична република Йемен (НДРЙ). В 1975 г. НФ се обединява с левите баасисти и марксисти в Обединена политическа организация Национален фронт (ОПОНФ). През 1978 г. Салем Рубея Али е свален от президентския пост, а по-късно и екзекутиран. Неговото място заема Абдел Фатах Исмаил, който сключва договор със СССР за разполагане на съветски въоръжени сили на територията на страната. Същата година ОПОНФ е преименуван на Йеменска социалистическа партия (ЙСП). Само две години по-късно обаче – през 1980 – Исмаил на свой ред също е свален от поста си и емигрира в СССР, а мястото му заема по-прагматичният Али Насър Мохамед. В 1986 г., след завръщането на Абдел Фатах Исмаил от Москва и възстановяването му на ръководни позиции в ЙСП, в Аден избухват кървави стълкновения между негови и на президента привърженици. Самият Исмаил и мнозина от другите партийни лидери, привърженици на по-твърдата линия, са убити, а като цяло в сблъсъците намерили смъртта си около 10 000 души. В крайна сметка обаче привържениците на Али Насър Мохамед претърпели поражение и потърсили убежище в Северен Йемен. През октомври 1986 г. начело на НДРЙ застава Хайдар Абу Бакр а-Атас, но на практика властта е в ръцете на генералния сектерат на Централния комитет на ЙСП Али Салем ал-Бейд.

### Обединение на Йемен
Отношенията между двете йеменски държави остават напрегнати до 1989 г. До 1982 г. НДРЙ подкрепяла опозицията в ЙАР. Спорезумението от 1972 г. за обединение не е изпълнено, а перспективите за неговия напредък били прекратени със смяната на Салем Рубея Али и убийството на ал-Гашими в 1978 г., които станали не без намесата на противници на компромиса. Саудитска Арабия също препятствала сближението между двете йеменски държави. Плановете за обединение се възобновили отново след двуседмична война между Севера и Юга през 1979 г., като в 1981 г. дори е подготвен проект за единна конституция. При управлението на Али Насър Мохамед в Аден отношенията между двете страни продължават да се подобряват, което заплашвало позициите на радикалите и през 1986 г. той им нанесъл превантивен удар, който прераснал в мащабни кръвопролития, като в крайна сметка довел до отстраняването на президента и бягството му на Север. След края на гражданската война в НДРЙ се забелязва поврат в посока на прагматизма, както във вътрешната, така и във външната политика, което подтиква ЙАР да инициира началото на нов кръг от преговори за обединение. Отношенията между двете страни се подобряват значително след сключването през май 1988 г. на споразумение за сътрудничество, в което основно място се обръща на съвместната разработка на нефтените находища в граничната зона. Същия месец по протежение на общата им граница е създадена демилитаризирана зона. В края на ноември 1989 г. е подписано ново споразумение за обединене в течение на една година, на основата на конституциония проект от 1981 г. На 22 май 1990 г. е провъзгласено официално обединението на Северен и Южен Йемен в единна Йеменска арабска република. Набелязан е 30-месечен срок, в чиито рамки трябва да се осъществи обединението на всички политически институции, като в края на този период трябвало да се проведе референдум и избори.

### Най-нова история
За първи председател на преходния Президентски съвет, състоящ се от петима членове, е избран Салех, а за него заместник – ал-Бейд от бившата НДРЙ. Този съвет сформира временен съвещателен политически орган от 45 души (20 от Юга и 25 от Севера), в който влизат влиятелни племенни и религиозни водачи. Нов премиер става Абу Бакр ал-Атас, бивш премиер на НДРЙ. Образуван е и Консултативен съвет от 301 членове, в който влизат 159 парламентаристи от бившата ЙАР и 111 от бившата НДРЙ, както и 31 новоназначени депутати, в това число някои опозиционни дейци. Към септември 1990 г. в страната са сформирани 30 нови партии – от либерали до традиционалисти и ислямисти. През май 1991 г., малко преди провеждането на референдума за новата конституция на страната, членовете на ислямистките групировки Йеменско обединение в защита на реформите („Ислах“) и „Мюсюлмански братя“ организират демонстрации, призовавайки за бойкот на референдума, с мотива, че в проектоконституцията не се отчита достатъчно ролята на исляма. Независимо от това на 15 – 16 май 1991 г. новата конституция получава одобрение и влиза в сила. През януари и февруари 1993 г. се произвеждат и общи избори, като за 301 места в Консултативния съвет се състезават 4730 кандидати. Всеобщият народен конгрес печели 123 места, „Ислах“ – 62, ЙСП – 56, а останалите са заети от независими кандидати. През август 1993 г. генералният секретар на ЦК на ЙСП ал-Бейд, след среща с вицепрезидента на САЩ Ал Гор във Въшингтон, се завръща в бившата столица на НДРЙ Аден, а не в Сана и започва открито да се обявява против това, което той нарича „маргинализацията на Юга“. В същото време четири пети от местата в новия кабинет, сформиран след изборите, са дадени на представители на Севера. Ал-Бейд заявява, че след обединението са избити 150 членове на ЙСП и поискал от ръководството на страната да обясни изразходването на средства, получавани от износа на нефт. Изявленията на ал-Бейд слагат начало на разкол между лидерите на Севера и Юга. Към ноември 1993 г. се появяват съобщения, че армиите на бившите НДРЙ и ЙАР се разполагат по протежение на бившата граница. В януари 1994 г. представители на основните политически сили подписват в Аман (Йордания) „Документ за намеренията и съгласие“, предвиждащ определена децентрализация на властта и обещания за преразглеждане на икономическата политика и конституцията. Политическите усилия за мирно разрешаване на конфликта обаче се оказват неефективни, и на 27 април 1994 г. в района на Амран армиите на бившите НДРЙ и ЙАР влизат във въоръжени сблъсъци. По-късно сблъсъци има и в околностите на Аден и Дамар, цели в Сана, Аден и на други места също са обстрелвани с ракети. След като южняците претърпели редица поражения, военните действия се съсредоточили в района на Аден. На 21 май 1994 г. ал-Бейд провъзгласил създаването на Демократична република Йемен (ДРЙ). Президентът Салех не признал тази декларация и обявил извънредно положение, заповядвайки да продължи настъплението към Аден. С Резолюция № 924 на ООН се настоява за прекратяване на огъня и в страната е изпратена комисия, която да изясни ситуацията. Независимо от това на 7 юли 1994 г. Аден е превзет от севернойеменските сили, с което е сложен край на гражданската война.
На състоялите се на 27 април 1997 г. избори на Всеобщия народен конгрес увеличил представителството си в Консултативния съвет от 123 до 187 души, докато „Ислах“ получила само 53 места (вместо 62 в 1993 г.). Независимите депутати печелят 54 места, а останалите заемат представители на „насъристите“ и партията БААС. Независимо от кризата в единната йеменска държава и бурните събития от периода след възстановяване на единството, през 90-те години на ХХ в. се отбелязва значителен ръст на политическите свободи и участието на населението в обществения живот, съпроводени с установяването на демократически институции. Свидетелство за това са успешното произвеждане на парламентарните избори през 1993 и 1997 г., както и образуването на опозиционни партии, отправящи критики към президента Салех, и управляващия от 1994 г. Всеобщ народен конгрес. Увеличаването броя на печатните издания, отразяващи различни политически възгледи, също показва аналогични тенденции в обществения живот.

### Военна намеса на Саудитска Арабия и ОАЕ в Йемен
Намесата на Саудитска Арабия и ОАЕ в подкрепа на сунитската власт в Йемен е насочена срещу подкрепяните от Иран хуси шиити. Военните действия започват през есента на 2015 г.